# Lycée Lakanal
Il Lycée Lakanal è una scuola secondaria pubblica situata a Sceaux, Hauts-de-Seine, Francia, nell'area metropolitana di Parigi. Deve il suo nome a Joseph Lakanal, politico francese e membro fondatore dell'Istituto di Francia. La scuola offre anche una scuola media e una formazione universitaria Classi preparatorie di alto livello. Famosi scienziati e scrittori francesi si sono diplomati al Lycée Lakanal, come Jean Giraudoux, Alain-Fournier e Frédéric Joliot-Curie.
Diversi alunni sono entrati a far parte delle grandes écoles, tra cui HEC Paris.

## Allievi famosi
- Colin Austin, un filologo classico e papirologo britannico
- Carlos Delgado Chalbaud, un politico venezuelano
- Yves Lacoste, un geografo francese
- Pap Ndiaye, un politico e storico francese